# Vicente Gallo
Vicente Carmelo Gallo (San Miguel de Tucumán, 3 de octubre de 1873 - Buenos Aires, 3 de junio de 1942) fue un abogado, académico y político argentino, miembro de la Unión Cívica Radical y de la Unión Cívica Radical Antipersonalista. Fue diputado nacional entre 1912 y 1919, senador nacional entre 1919 y 1923, ministro del Interior del presidente Marcelo T. de Alvear entre diciembre de 1923 y julio de 1925, y candidato a vicepresidente de la Nación en 1928.

## Familia
Vicente Gallo nació en la ciudad de Tucumán el 3 de octubre de 1873, en el seno de una familia perteneciente a la llamada oligarquía azucarera y como hijo de Vicente Gallo (padre) y Dolores Colombres. Por vía paterna era descendiente de Pedro León Gallo, firmante del acta de la Independencia y miembro de varios congresos de la Revolución de Mayo, y por vía materna era bisnieto de Celedonio Gutiérrez, gobernador de Tucumán entre 1841 y 1852. Fue quinto nieto de Ygnacio de Çelayarán y Ugarte. 
Fue miembro de la familia Gallo, que explotaba el ingenio Lujan, Contreras, El Colmenar y el Buenos Aires. El manejo de los ingenios se llevaba paralelamente al negocio de empréstitos a productores tucumanos a tasas que triplicaban a las de otros bancos, que llevó a la quiebra a los ingenios menos abastecidos de tecnología y capital. Para 1890  Gallo tomaba posesión de vastos latifundios del ingenio Los talos, y una década más tarde poseía 186.010 ha. La cuestión agraria derivó en una aguda lucha intersectorial, a finales de la década de 1920: en su Laudo Arbitral de 1928 el presidente Alvear sostuvo la tesis de que la política de comprar a bajo precio la producción de pequeños productores por parte de los ingenios traía como consecuencia la formación de verdaderos latifundios y la desaparición consiguiente de un gran número de productores. Gallo poseedor de 17 ingenios rechazó el laudo, alejándose aún más del alvearismo.
Tuvo altos cargos en el directorio de bancos, de empresas ferroviarias británicas  y azucareras y, como abogado de la CHADE. estuvo vinculado al Centro Azucarero Argentino que presidió.

## Biografía
Gallo inició sus estudios primarios en la Academia Nacional de Primeras Letra de Santo Domingo, ingresando posteriormente a la Escuela Normal y al Colegio Nacional de Tucumán. Hizo sus estudios universitarios en la Facultad de Derecho y Ciencias Sociales de la Universidad de Buenos Aires, graduándose con medalla de oro de su curso y medalla de oro de la Facultad por su tesis sobre el juicio político en el año 1897. 
En 1890, se unió a la Unión Cívica durante las jornadas de la Revolución del Parque y al año siguiente ingresó a las filas de Leandro Alem, quienes fundaron la Unión Cívica Radical. Fue uno de los organizadores principales del “Comité de la Juventud Radical” en su provincia natal de Tucumán. Una vez que se mudó a Buenos Aires militó en el Comité de la Juventud Principista Radical y en el Comité del Socorro. En los últimos años de la década de 1890 ejerció como secretario privado de Bernardo de Irigoyen pero renunció tras mostrar su desacuerdo con la llamada política de las paralelas, uniéndose al sector que comandaba Hipólito Yrigoyen. 
Cuando el radicalismo comenzó a reorganizarse en las provincias de Tucumán, Córdoba, Santa Fe, Mendoza y Entre Ríos en el año 1902, Gallo fue uno de los primeros dirigentes en adherir a la reorganización y fue designado secretario del Comité Nacional. Hacia el año 1905, Gallo fue quien redactó y firmó el manifiesto que precedió a la revolución radical de 1905 así como la declaración posterior que daba cuenta del fracaso de lo que consideraba “la demostración más grandiosa de opinión y de protesta armada que la República pudiera realizar en reivindicación de su honor, reparo de sus instituciones y seguridad de su bienestar”. Gallo fue presidente del Comité Nacional de la Unión Cívica Radical hacia 1910, y desde ese puesto ratificó la política de abstención electoral que llevaba a cabo el radicalismo desde hacía años, en contraposición al núcleo que lideraban Leopoldo Melo y Pedro C. Molina, quienes proponían participar de las elecciones de 1910. A pesar de estas preocupaciones políticas, y tras una breve incursión por el mundo del comercio al frente de los negocios familiares, Gallo abrió su estudio de abogado en La Plata primero y posteriormente en la Capital Federal.
Tras la sanción de la Ley Sáenz Peña en el año 1912, el radicalismo participó en las elecciones legislativas de ese año y Gallo fue electo diputado nacional por la Capital Federal. Desde su banca tuvo un gran protagonismo en la Cámara de Diputados, denunciando el fraude electoral que llevaban a cabo los conservadores y pidiendo la intervención federal para las provincias que protagonizaban estos hecho. En 1916, Gallo fue uno de los candidatos dentro del radicalismo para ser nombrado como candidato a vicepresidente pero finalmente fue elegido para dicho cargo Pelagio Luna luego que los resultados de las internas probaron lo acertado de la estrategia ya que el voto de la Convención consagró la fórmula Yrigoyen-Luna. Pelagio Luna obtuvo 81 votos y Vicente Gallo 59, siendo Yrigoyen el que influyó para que se eligiese al primero. Aun así, Gallo fue reelecto como diputado nacional por la Capital. 
En 1919 Gallo fue electo senador nacional por la Capital Federal luego de derrotar en las elecciones a senador al candidato socialista Juan B. Justo y al demócrata progresista Lisandro de la Torre. El año anterior, Gallo fue nombrado como delegado al Comité Nacional junto con Víctor M. Molina, Luis J. Rocca y Arturo Goyeneche, integrantes de la corriente
que comenzaba a plantear su oposición al personalismo de Yrigoyen, al mismo tiempo se iba consolidando en el Congreso Nacional el movimiento disidente al presidente. También en 1919, Gallo financió la campaña política  de Octaviano Vera en Tucumán, que fue costeada, por industriales y terratenientes azucareros, entre ellos, Ramón Paz-Posse, Pedro G. Sal y Vicente C. Gallo. Entre las primeras medidas de Vera, al asumir como gobernador en 1922, fue el nombramiento como abogado de la provincia, en Buenos Aires de Gallo.
En 1920 fue uno de los miembros fundadores de la Liga Patriótica Argentina, organización de carácter conservador y nacionalista, vinculada a la represión obrera.
A medida que se acercaban las elecciones presidenciales para suceder a Yrigoyen en 1922 aumentaban las inquietudes. En la Capital Federal una fracción del radicalismo prestó apoyo a la posible fórmula presidencial Vicente Gallo-Arturo Goyeneche. Finalmente, la Convención Nacional de la UCR se pronunció por la fórmula presidencial que Yrigoyen prefería y estaba conformada por Marcelo T. de Alvear y Elpidio González. Sobre 185 convencionales, Alvear obtuvo 139 votos y Elpidio González 102.
Muchos elementos opositores a Yrigoyen dentro del radicalismo creían que Alvear estaba sujeto al líder radical pero cuando el presidente demostró su independencia frente al expresidente, los sectores antipersonalistas reforzaron las esperanzas de concretar sus objetivos de reorganizar el partido bajo un nuevo liderazgo. El Senado se convirtió en escenario de los enfrentamientos entre ambas facciones. El 8 de junio de 1923, Gallo firmó junto a otros senadores radicales como Leopoldo Melo, Segundo B. Gallo, Ramón Paz Posse, Fernando Saguier, Pedro Numa Soto, Martín Torino, Pedro Larlús y Ramón Gómez, un manifiesto que anunciaba la constitución de un bloque antipersonalista y ofrecía la justificación de dicha actitud, denunciando la existencia de un plan destinado a “quebrar la independencia y menoscabar la dignidad de un grupo de senadores”. 
El 12 de diciembre de ese año, el presidente Alvear designó a Gallo como ministro del Interior luego de la renuncia de José Nicolás Matienzo, provocada por la oposición que las instrucciones que el ministro había dado al interventor en San Juan generaron en el radicalismo yrigoyenista. La designación de Gallo en el Ministerio del Interior fue duramente criticada por el radicalismo partidario de Yrigoyen. Durante su gestión como ministro del Interior, los enfrentamientos entre personalistas y antipersonalistas continuaron produciéndose tanto en la Cámara de Diputados como en la de Senadores y provocó, en octubre de 1924, la división del radicalismo en todo el país. En las elecciones internas compitieron en muchas provincias dos listas rivales. Finalmente, se anunció la creación de un nuevo partido, la Unión Cívica Radical Antipersonalista, cuyo Comité Nacional fue presidido por el doctor Martín M. Torino. El desempeñó de Gallo en el Ministerio del Interior provocó un agudizamiento en los conflictos dentro del radicalismo, especialmente cuando Gallo comenzó a plantear el tema de la intervención a la provincia de Buenos Aires. A principios de abril de 1925, Gallo comenzó a intentar influir sobre Alvear para lograr la intervención de Buenos Aires, gobernada por el yrigoyenista José Luis Cantilo, pero el presidente se demostraba indeciso ante tomar tal medida, aunque la intervención contaba con el apoyo de la gran mayoría del gabinete. Luego de sucesivas idas y vueltas, y de una crisis política, la provincia no fue intervenida y Gallo pospuso su renuncia, que se hizo efectiva recién el 27 de julio. 
No obstante el fracaso en el Ministerio del Interior y en el asunto de la intervención a la provincia de Buenos Aires, Gallo continuó teniendo predicamento y gozando del favor de muchos de sus correligionarios, que veían con aprensión un posible triunfo yrigoyenista en las próximas elecciones. En 1927 algunos sectores de la UCR Antipersonalista propusieron su candidatura presidencial pero debido a que Gallo no estaba dispuesto a concretar una alianza con los conservadores, y ante la mediación de Alvear que lo convenció de ocupar la candidatura a vicepresidente, Leopoldo Melo fue elegido como candidato a presidente y Gallo ocupó el segundo puesto de la fórmula. El binomio Melo-Gallo fue apoyado por la llamada Confederación de las Derechas, la alianza partidos conservadores que lideraba Julio Argentino Roca (h). En las elecciones presidenciales de 1928, Yrigoyen triunfo y llegó por segunda vez a la presidencia con 57,41% de los votos. La UCR Antipersonalista obtuvo solamente el 10,63% de votos propios, poniendo de manifiesto su debilidad y la falta de apoyos políticos suficientes. 
Tras el golpe de Estado del 6 de septiembre de 1930, Vicente Gallo declinó el ofrecimiento del presidente de facto José Félix Uriburu para que integrara la Corte Suprema de Justicia y rechazó con firmeza los intentos de reformar la Constitución Nacional. En 1931 Gallo se incorporó a la reorganización del radicalismo que lideraba Marcelo T. de Alvear. El 8 de mayo se anunció la pronta constitución del Comité Nacional de la Unión Cívica Radical y el 16 se dio a conocer un manifiesto que convocaba a su reorganización sin exclusiones en todo el país. El manifiesto fue firmado por figuras del antipersonalismo como el mismo Gallo, Arturo Goyeneche, Mario Guido, Enrique Mosca, Roberto M. Ortiz y José Tamborini, pero también fue firmado por dirigentes del personalismo como Adolfo Güemes, Honorio Pueyrredón, Roberto J. Parry y Pablo Torello.
El 28 de mayo los firmantes constituyeron la Junta Reorganizadora conocida  como la Junta del City. La presidía Alvear, asistido por Güemes como vicepresidente, actuando Mosca, Julio Borda, Carlos Noel y Obdulio F. Siri como secretarios. Los antipersonalistas que, pese a sus reticencias, apoyaban la fusión con los yrigoyenistas, entre los que se contaba Vicente Gallo, permanecieron al lado de Alvear. Otros antipersonalistas como Leopoldo Melo, en cambio, se alejó de su compañero de fórmula y de la Junta del City. Junto con los Cantoni y otros dirigentes antipersonalistas decidió enfrentarse a Alvear, ratificando su adhesión al movimiento de septiembre y proponiendo una reorganización que siguiera las ideas y propósitos de la carta orgánica de 1892. Posteriormente, con su liderazgo los antipersonalistas organizaron su propia Junta Reorganizadora en el Hotel Castelar, desde donde se prepararía la coalición que apoyaría la candidatura de Agustín P. Justo.
Pronto, el nombre de Gallo comenzó a adquirir relevancia para ser el candidato presidencial del radicalismo, al igual que el nombre del general Justo. Tras la frustrada revolución radical de Gregorio Pomar, con su presidente deportado y su vicepresidente escondido, la dirección de la Junta del City quedó en manos de Vicente Gallo y su grupo. Gallo adoptó una actitud realista y negoció con el gobierno de Uriburu la reapertura de comités, lo que comenzó a hacerse gradualmente. La Junta comenzó a reunirse en el estudio de abogado de Gallo. La necesaria elección de autoridades provisorias llevó a Gallo a la presidencia acompañado por dos vicepresidentes: Fernando Saguier y Juan O’Farrell. Quedó claramente establecido que dichas autoridades terminarían su mandato cuando Alvear o Güemes, las autoridades efectivas, pudieran reincorporarse a la Junta. El regreso de Güemes provocó el enfrentamiento con Gallo, quien consideraba que la gravedad del momento hacía necesario dirigir el partido con mano de hierro. La desavenencia tomó estado público y los radicales tradicionales comenzaron a pronunciarse en su contra. La solución no fue bien recibida por Gallo ni por sus partidarios y los enfrentamientos pusieron en evidencia la
lucha que se desarrollaba en entre personalistas y antipersonalistas para lograr el control del partido y de los órganos de decisión. De los cargos que se le hicieron a Gallo como resultado de este episodio se deduce que el grupo “gallista” había vuelto al redil con el objetivo de proceder a la reorganización partidaria bajo la conducción de los dirigentes más antiguos y menos cuestionados por el gobierno de facto.
A fines de septiembre de 1931 el radicalismo eligió la fórmula presidencial conformada por Alvear y Güemes para las elecciones de noviembre pero el gobierno de facto de Uriburu vetó efectivamente la fórmula el 6 de octubre y dos días después anuló las elecciones de la provincia de Buenos Aires realizadas el 5 de abril. Gallo viajó hacia Montevideo para entrevistarse con Alvear y para proponerle un binomio presidencial que contara con el asentimiento de las autoridades gubernamentales. Tanto Alvear como los doctores Torello, Pueyrredón, Tamborini y Ratto habían dado su asentimiento a las gestiones propuestas por Gallo. Las negociaciones entre Gallo y el gobierno fueron bastante exitosas. El gobierno prometía brindar al radicalismo la libertad y garantías necesarias para realizar su propaganda electoral; una vez proclamada la nueva fórmula presidencial, podrían
regresar los desterrados y serían liberados los presos políticos con la salvedad de que cualquier intervención en trabajos revolucionarios sería motivo para su confinamiento en Ushuaia. También se comprometía el gobierno a postergar la fecha de elecciones mediante la conformidad de los otros partidos. En cambio, nada positivo se consiguió respecto de la modificación del
decreto sobre la nulidad de las elecciones bonaerenses.
La fórmula elegida para que el radicalismo participara de las elecciones era la formada por el mismo Gallo con Fernando Saguier como vicepresidente, incluyo Hipólito Yrigoyen dio apoyo a la fórmula, pero ante la negativa de una gran cantidad de dirigentes, el radicalismo declaró la abstención electoral absoluta para los comicios presidenciales. Finalmente, con el radicalismo en abstención, la Concordancia logró la elección del general Agustín P. Justo en la presidencia. 
Gallo volvió a rechazar una oferta para integrar la Corte Suprema de Justicia, esta vez realizada por el presidente Justo, y siguió actuando en el partido como referente y hombre de consulta de los radicales de las provincias del noroeste y particularmente de Tucumán. Gallo seguía preocupado por la situación interna del radicalismo aunque desilusionado con Alvear, a quien creía demasiado influenciado por Yrigoyen y que nada podía esperarse de él. Por tal motivo, mantuvo contactos fluidos con el presidente Justo. En 1936 volvió a utilizar su prudencia y su capacidad negociadora, junto con el vicepresidente Julio
Roca, para revertir la situación producida en la Cámara de Diputados, que paralizaba su labor. Su nombre también volvió a sonar como candidato de algunos sectores del radicalismo para las elecciones presidenciales de 1937, aun cuando el partido insistió con la candidatura de Alvear. En 1934 Gallo fue nombrado como Rector de la Universidad de Buenos Aires, cargo para el que fue reelegido en 1938. Pero sufrió en 1937 un accidente cerebro-vascular, que le paralizó la pierna y la mano derecha, y que lo afectó sensiblemente en su parte anímica. 
Gallo falleció el 3 de junio de 1942 tras una larga agonía luego que su salud decayera rápidamente en el último año. Tenía 68 años. 

## Vida personal
Gallo contrajo matrimonio con su prima Celia Gallo, hija de su tío carnal, el político Delfín Gallo, en el año 1901 y juntos tuvieron nueve hijos, seis mujeres y tres varones. Uno de sus nietos, Nicolás Gallo, también fue dirigente de la Unión Cívica Radical y se desempeñó como ministro de Infraestructura y Vivienda y Secretario General de la Presidencia durante el gobierno del radical Fernando de la Rúa, entre los años 1999 y 2001. 

## Obras
- Palabras del rector
- Desde la tribuna
- Por la democracia y las instituciones
- Evoluciones históricas[cita requerida]

| Predecesor: Ángel Gallardo | Rector de la UBA 1934-1941 | Sucesor: Coroliano Alberini |